# Mieczysław Janikowski
Mieczysław Janikowski pseud. Mietek, Stały, Zbigniew Zientarski (ur. 2 stycznia 1915 w Zrębicach, zm. 5 marca 1976 w Warszawie) – działacz komunistyczny i związkowy.
Od 1921 mieszkał z rodziną w Częstochowie, gdzie w 1928 skończył 4 klasy szkoły podstawowej i został hutnikiem. W 1931 zwolniony z pracy za udział w strajku okupacyjnym, został piekarzem. Wstąpił do Związku Zawodowego Piekarzy i Cukierników, a w 1933 do Związku Młodzieży Socjalistycznej (ZMS). Członek Zarządu Dzielnicowego ZMS dzielnicy Ostatni Grosz. IX 1939 pojmany przez Niemców, 1939/1940 pracował na robotach rolnych, w 1940 nielegalnie wrócił do kraju, ponownie został hutnikiem i wstąpił do grupy komunistycznej działającej w hucie szkła. Później współkierował sabotażem w hucie w Zawadzkiem na Śląsku, latem 1941 wrócił do Częstochowy. II-III 1942 współorganizował PPR, został sekretarzem Komitetu Dzielnicowego (KD) PPR dzielnicy Ostatni Grosz, a w maju 1942 członkiem Częstochowsko-Piotrkowskiego Komitetu Okręgowego (KO) PPR, w którym kierował techniką okręgową. Od lutego 1943 z ramienia KO PPR nadzorował częstochowską i radomszczańską organizację PPR i organizował kosnpiracyjny ruch związkowy w tym rejonie. Od XI 1943 sekretarz okręgowy PPR w Częstochowie, w końcu maja 1944 opuścił Częstochowę w obawie przed aresztowaniem i w czerwcu 1944 został sekretarzem okręgowym PPR w Okręgu Rzeszowsko-Podkarpackim. 
IX 1944 - IV 1945 był II sekretarzem Komitetu Wojewódzkiego (KW) PPR w Rzeszowie. Od grudnia 1944 poseł do KRN. Mianowany pełnomocnikiem PKWN ds. przeprowadzania reformy rolnej w powiecie rzeszowskim. 1945–1946 sekretarz Komitetu Miejskiego (KM) PPR w Częstochowie, a 1947–1948 sekretarz ds. ekonomicznych KW PPR/PZPR w Kielcach. Był delegatem na I Zjazd PZPR XII 1948. 1949–1951 słuchacz dwuletniej Szkoły Partyjnej przy KC PZPR, później został sekretarzem KW PZPR w Gdańsku (1951), sekretarzem Warszawskiego Komitetu Wojewódzkiego PZPR (1952–1956), potem instruktorem Wydziału Ekonomicznego KC PZPR, wiosną 1957 otrzymał rentę dla zasłużonych. 
Był odznaczony m.in. Orderem Sztandaru Pracy I klasy i Krzyżem Komandorskim Orderu Odrodzenia Polski.